# 三宅一生
三宅一生（日语：／ Miyake Issei，1938年4月22日—2022年8月5日），日本時尚设计师，他以极富工艺创新的服饰设计、展览及一生之水香水闻名于世。

## 生平
生于廣島縣廣島市，1964年毕业于东京多摩美术大学平面设计系，毕业后曾在巴黎和纽约工作，1968年先是和纪梵希一起工作，不久，他又为纽约的高夫莱比恩工作。1970年回到东京，并成立了三宅设计事务所。
1980年代后期，三宅一生开始试验一种制作新型褶状紡織品的方法，这种织料不仅使穿戴者感觉灵活和舒适，并且生产和保养也更为简易。这种新型的技术最后被称为三宅褶皱(也称一生褶)，而子品牌Pleats Please也于1993年创建。制作这种织物时，需先将布料裁剪和缝纫成型，再夹入纸层之中，压紧并热熨，褶皱就形成了，并且会一直保持着。
1994到1999年间，三宅一生先后将男士与女士品牌的设计工作交于他的合作人泷泽直己，自己则抽身做起全职的研究。2007年，泷泽直己在三宅一生组织的支持下创建了自己的品牌，并且由藤原大接替设计总监的位置。
他也是21_21 DESIGN SIGHT的館長之一。
2022年8月9日，日本讀賣新聞報導因肝癌於8月5日過世，享壽84歲。

## 荣誉

### 日本勋章奖章
- 紫绶褒章（1997年）
- 文化勋章（2010年11月3日）

### 外国勋章奖章
- 荣誉军团指挥官勋章（法国，2016年3月15日于东京颁发[6]）

## 外部連結
- MIYAKE DESIGN STUDIO （页面存档备份，存于）（官方網站）
- ISSEY MIYAKE INC. （页面存档备份，存于）（官方網站）
- 公益財団法人三宅一生デザイン文化財団 （页面存档备份，存于）
- 21_21 DESIGN SIGHT （页面存档备份，存于）